# Список науковиць XXI століття

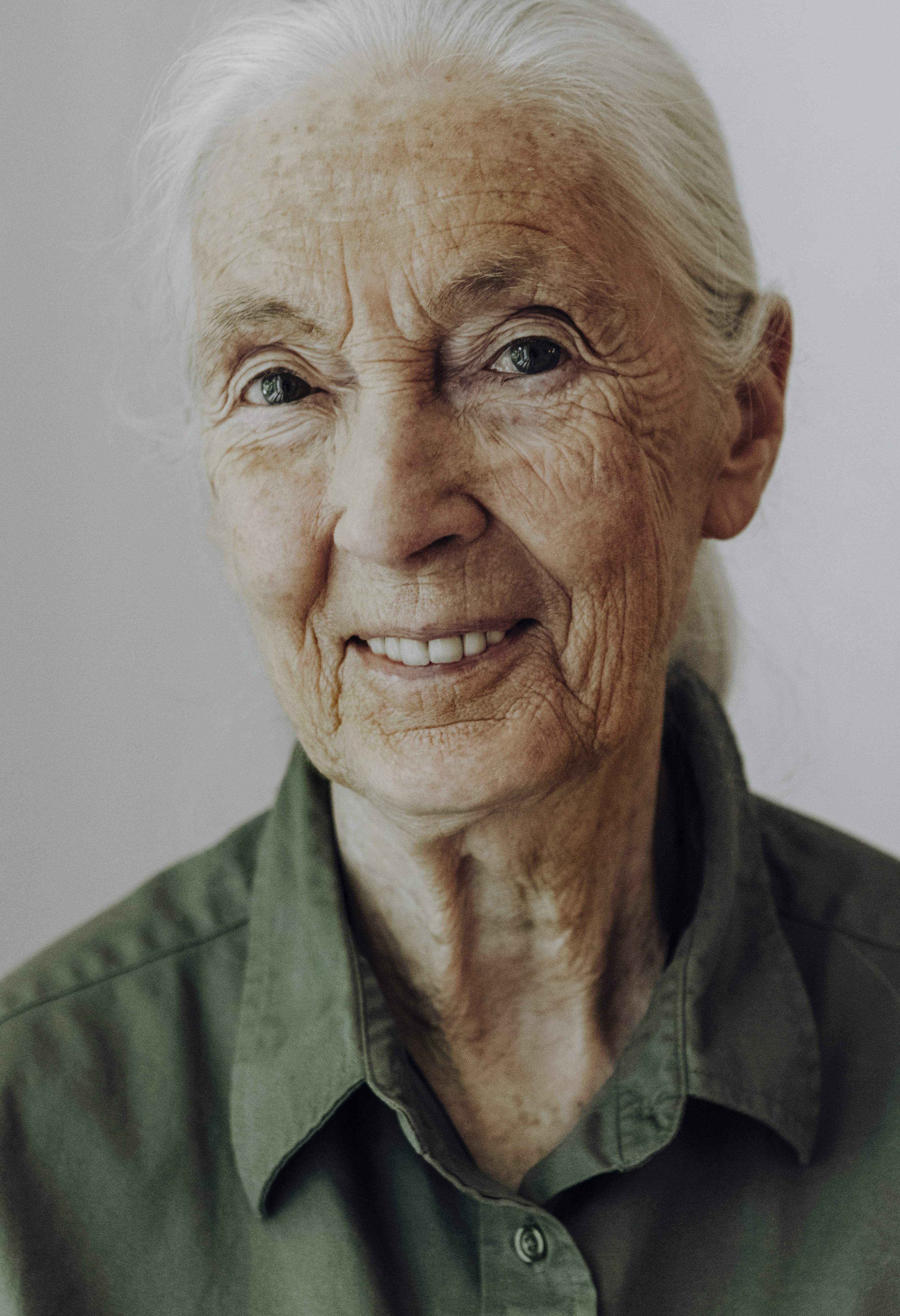
Джейн Гудолл

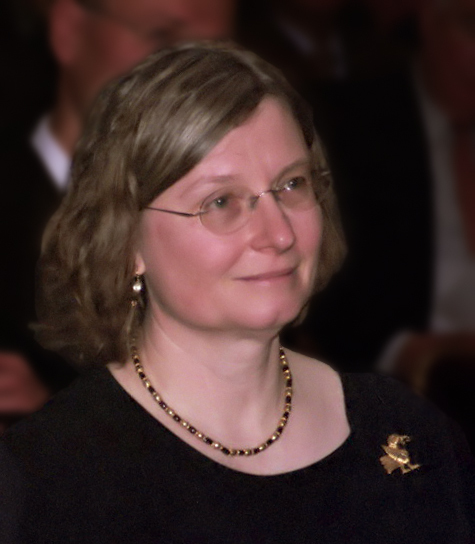
Інгрід Добеші

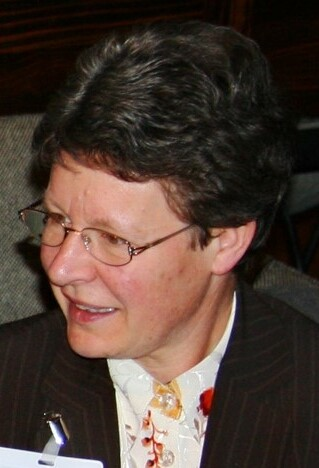
Джоселін Белл Бернелл

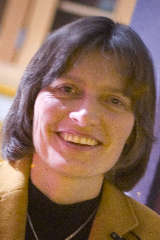
Лене Гау

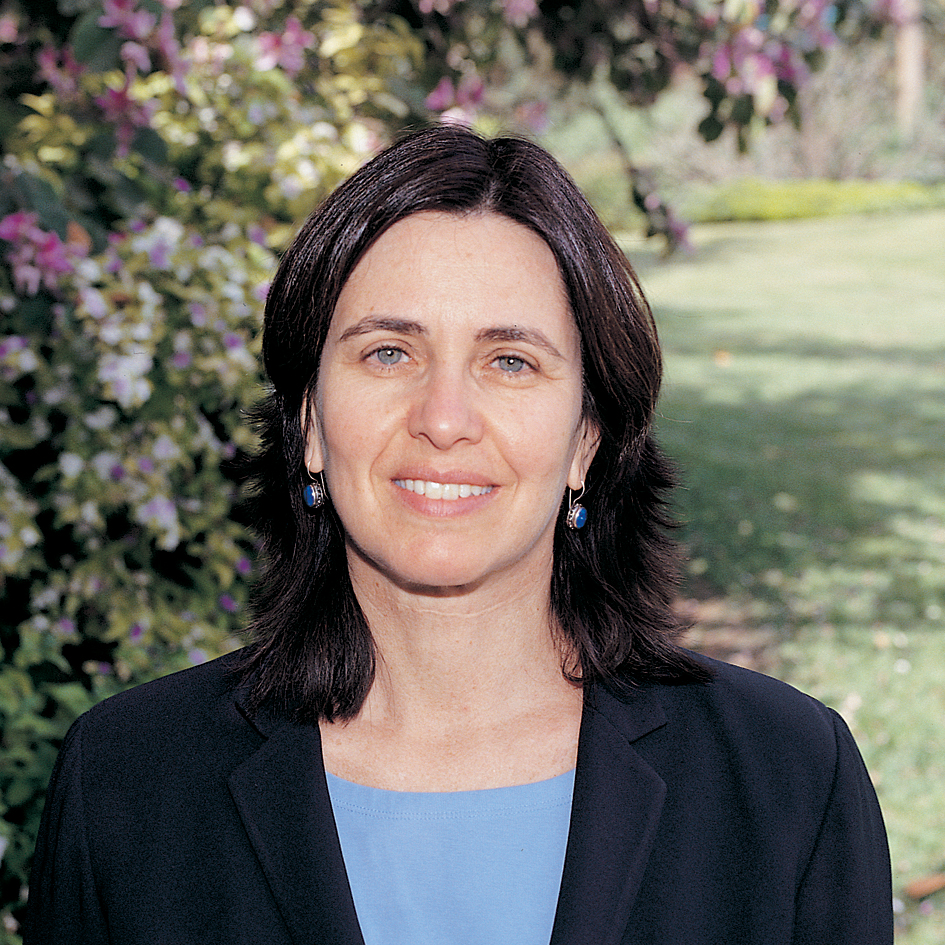
Шафі Голдвассер

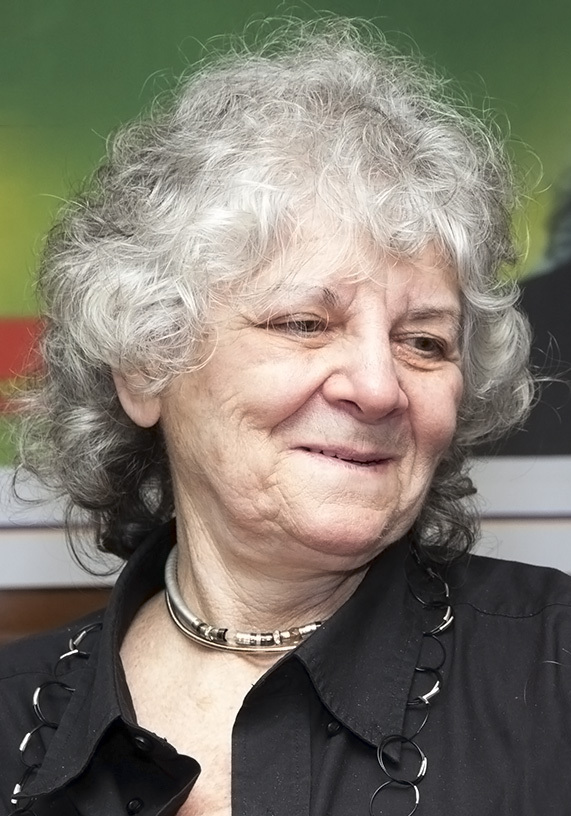
Ада Йонат

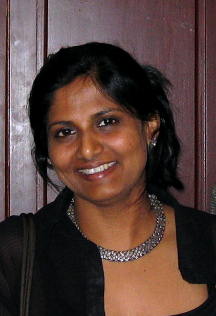
Пріямвада Натараян

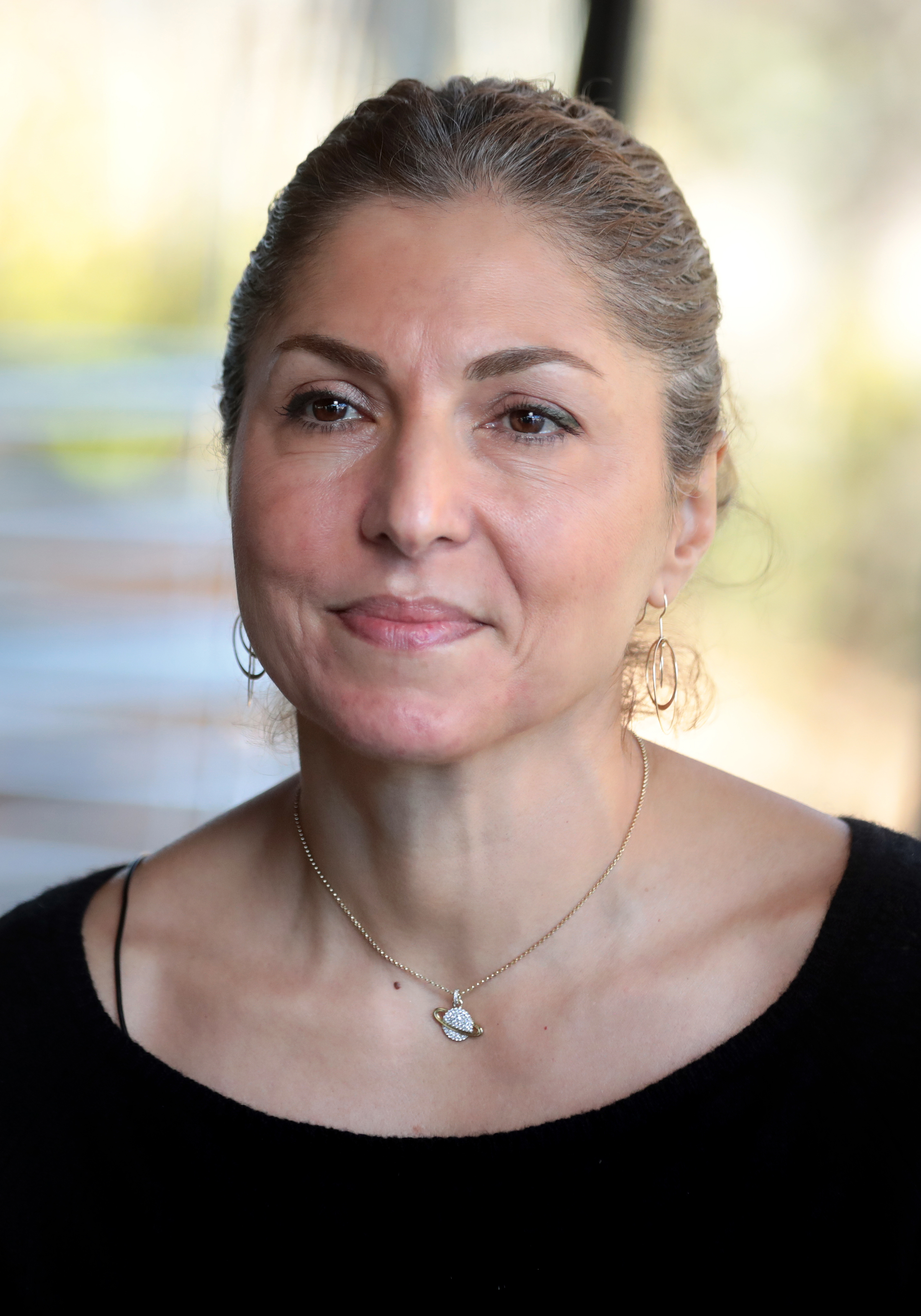
Ануше Ансарі

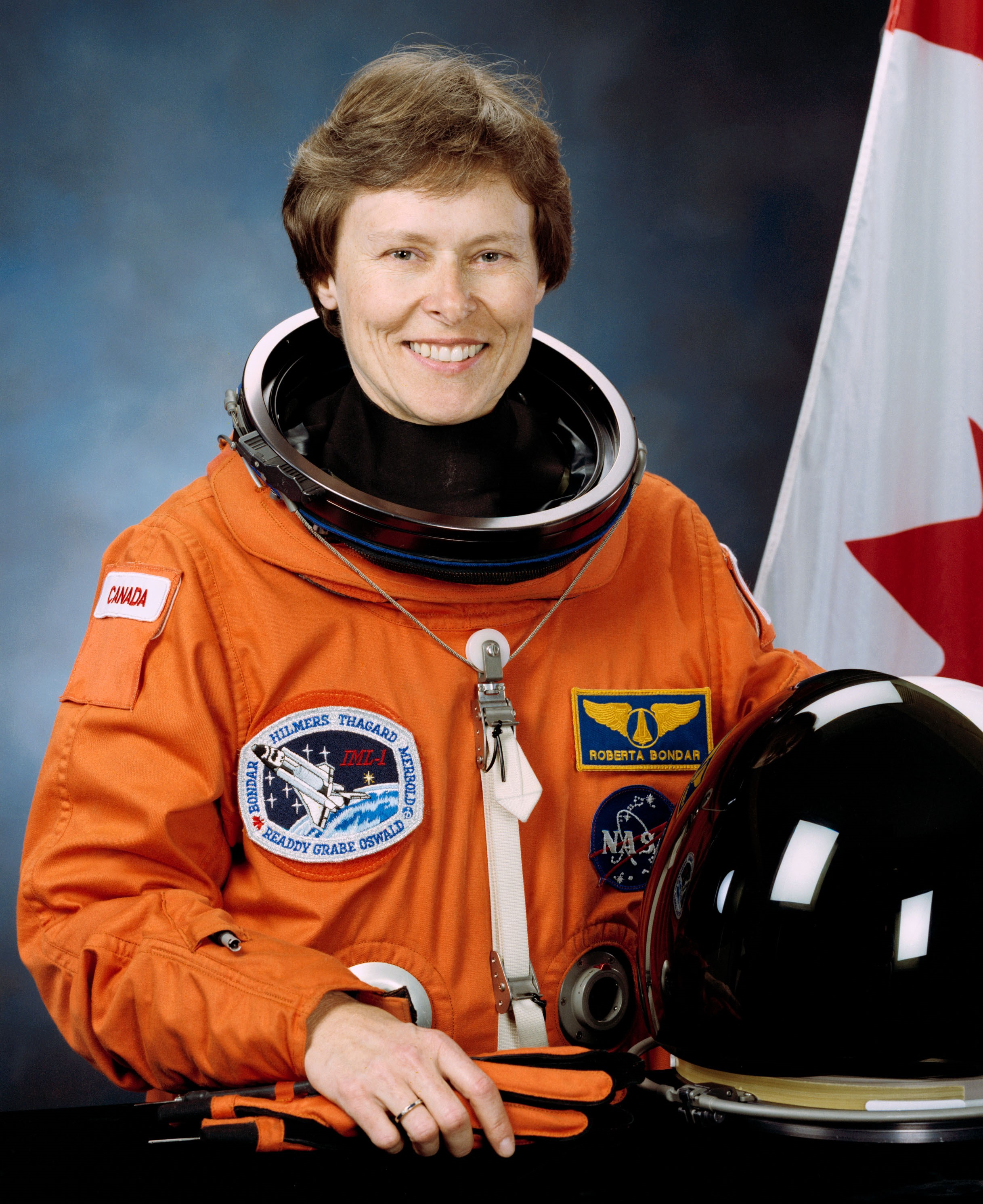
Роберта Лінн Бондар

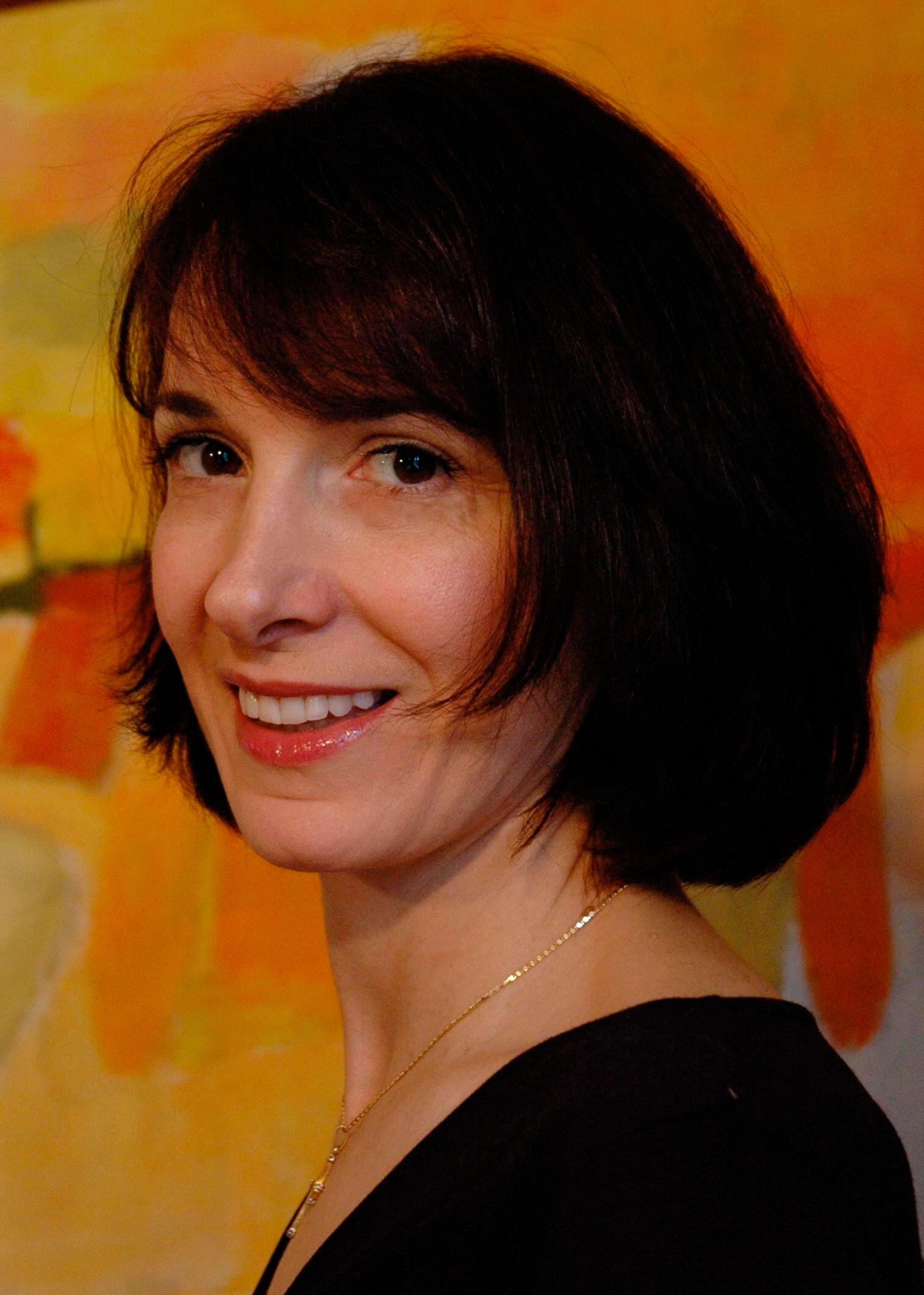
Лаура Феррарезе

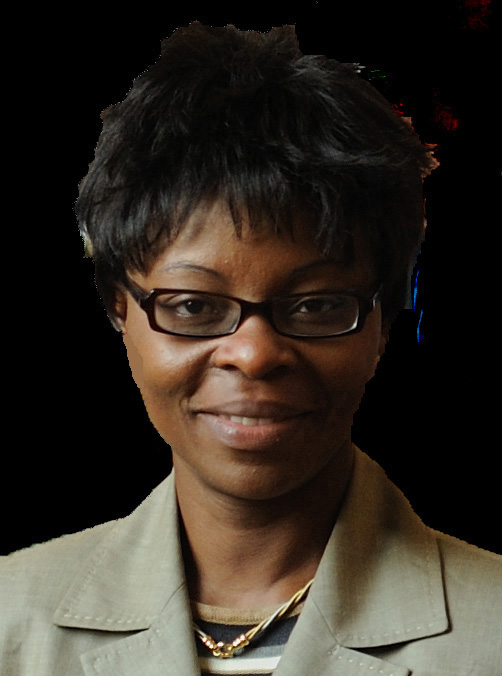
Омовунмі Садік

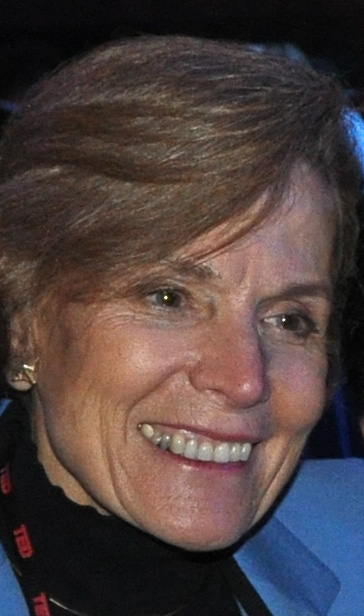
Сільвія Ерл

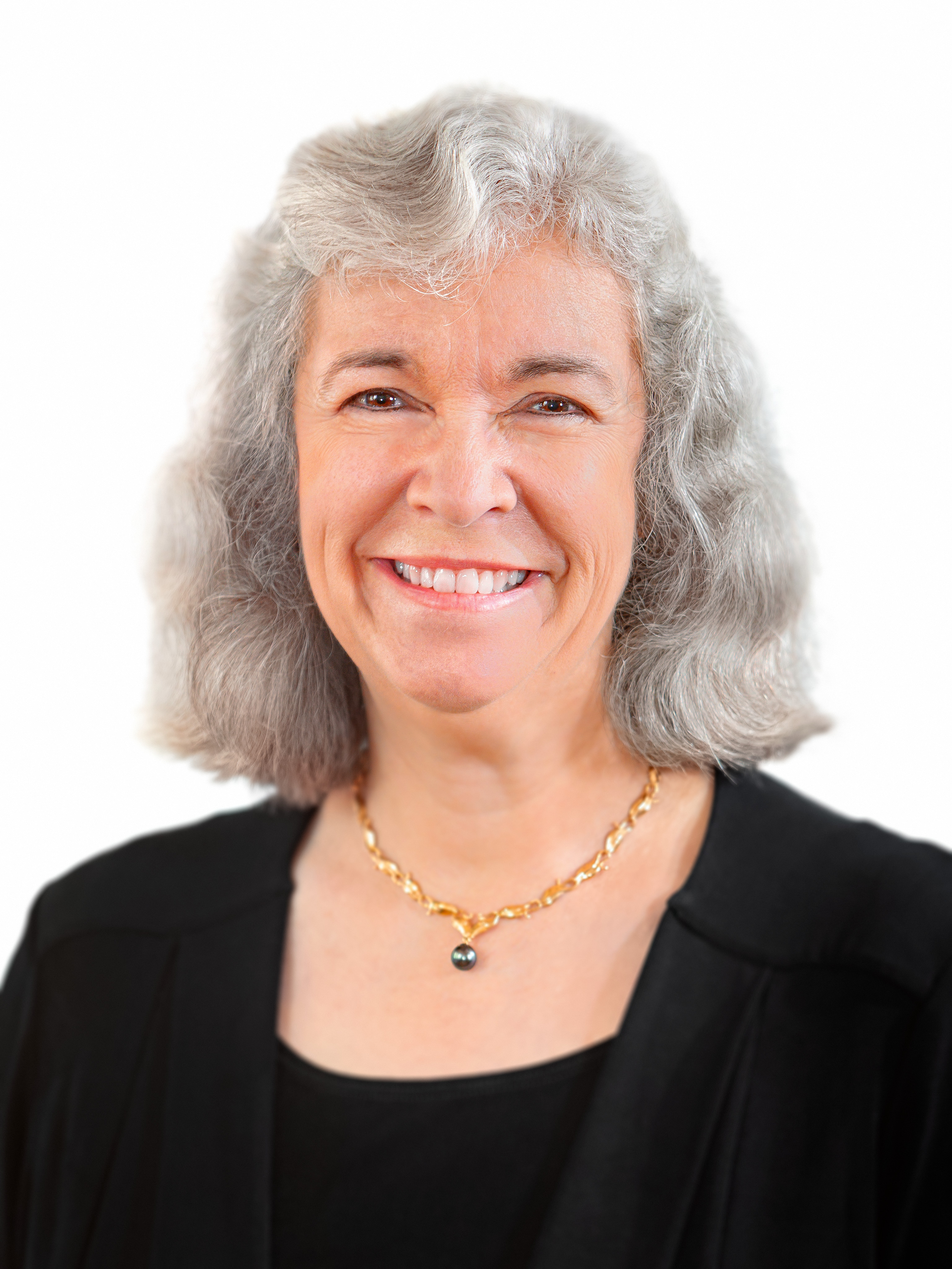
Дебра Елмегрін

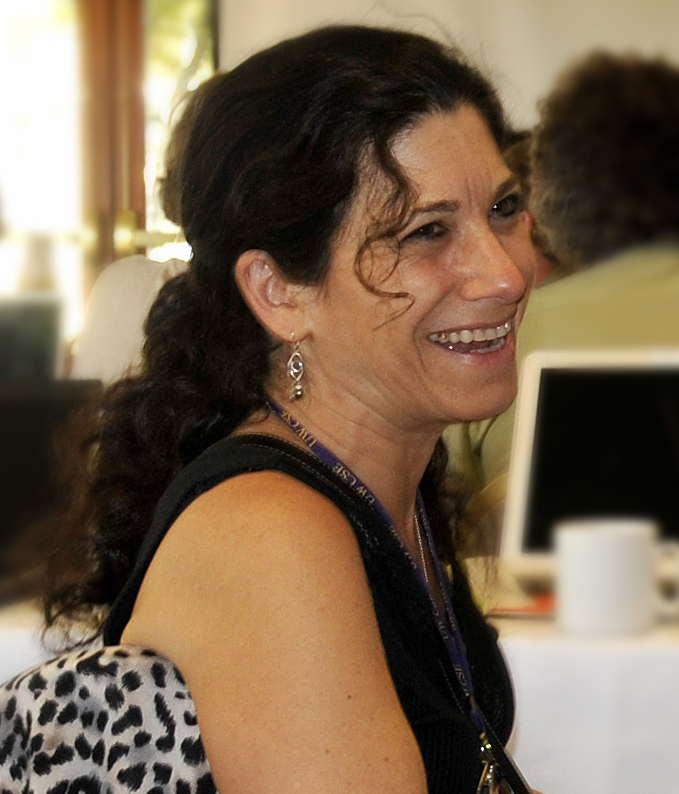
Дебора Естрін

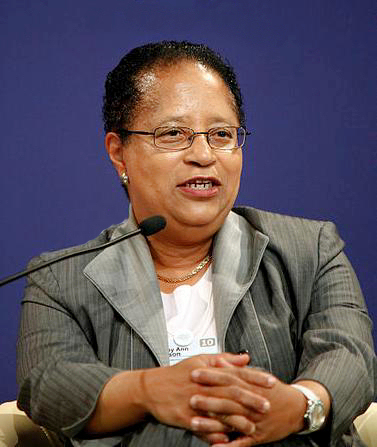
Ширлі Енн Джексон

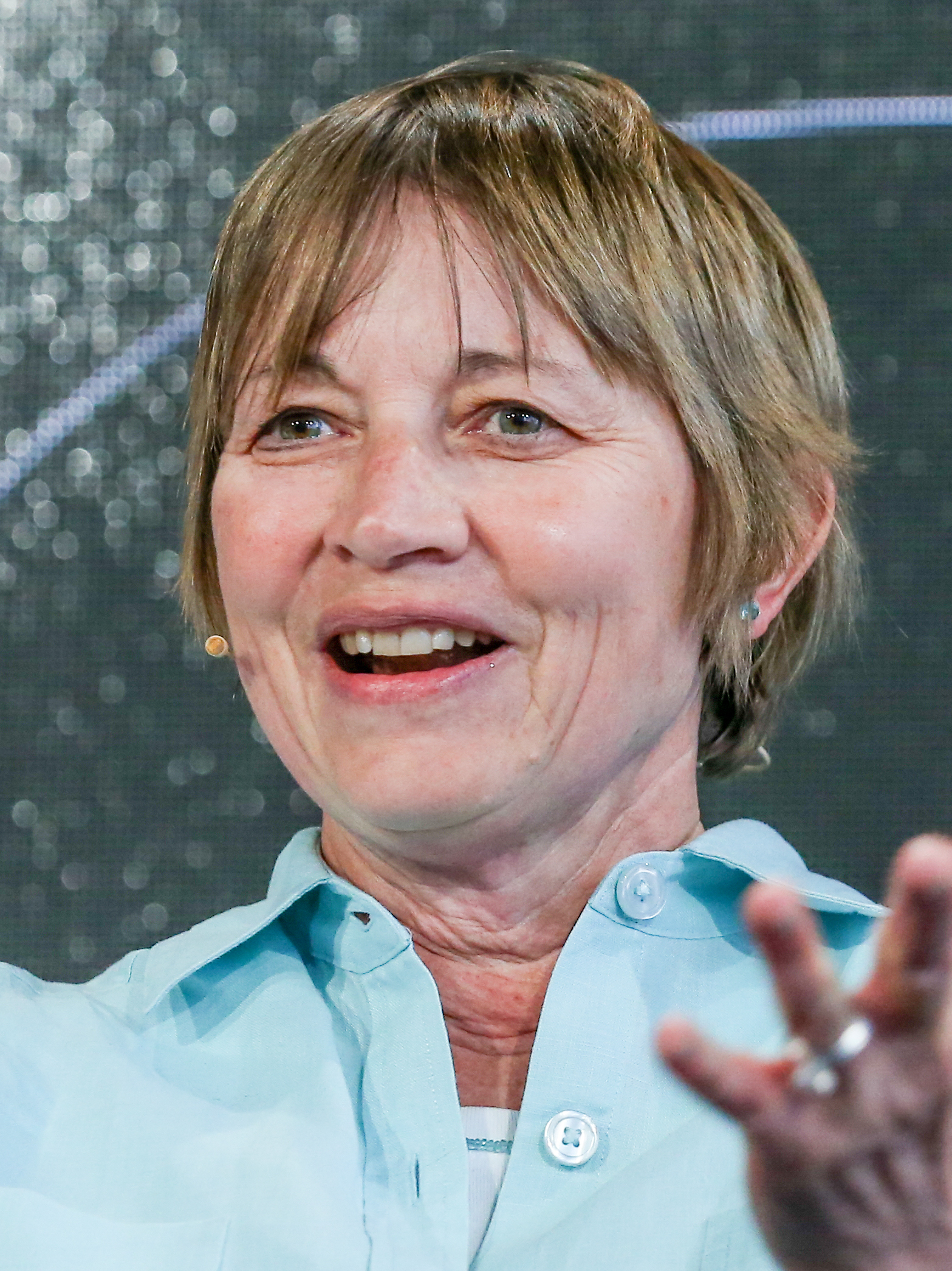
Марія Зубер

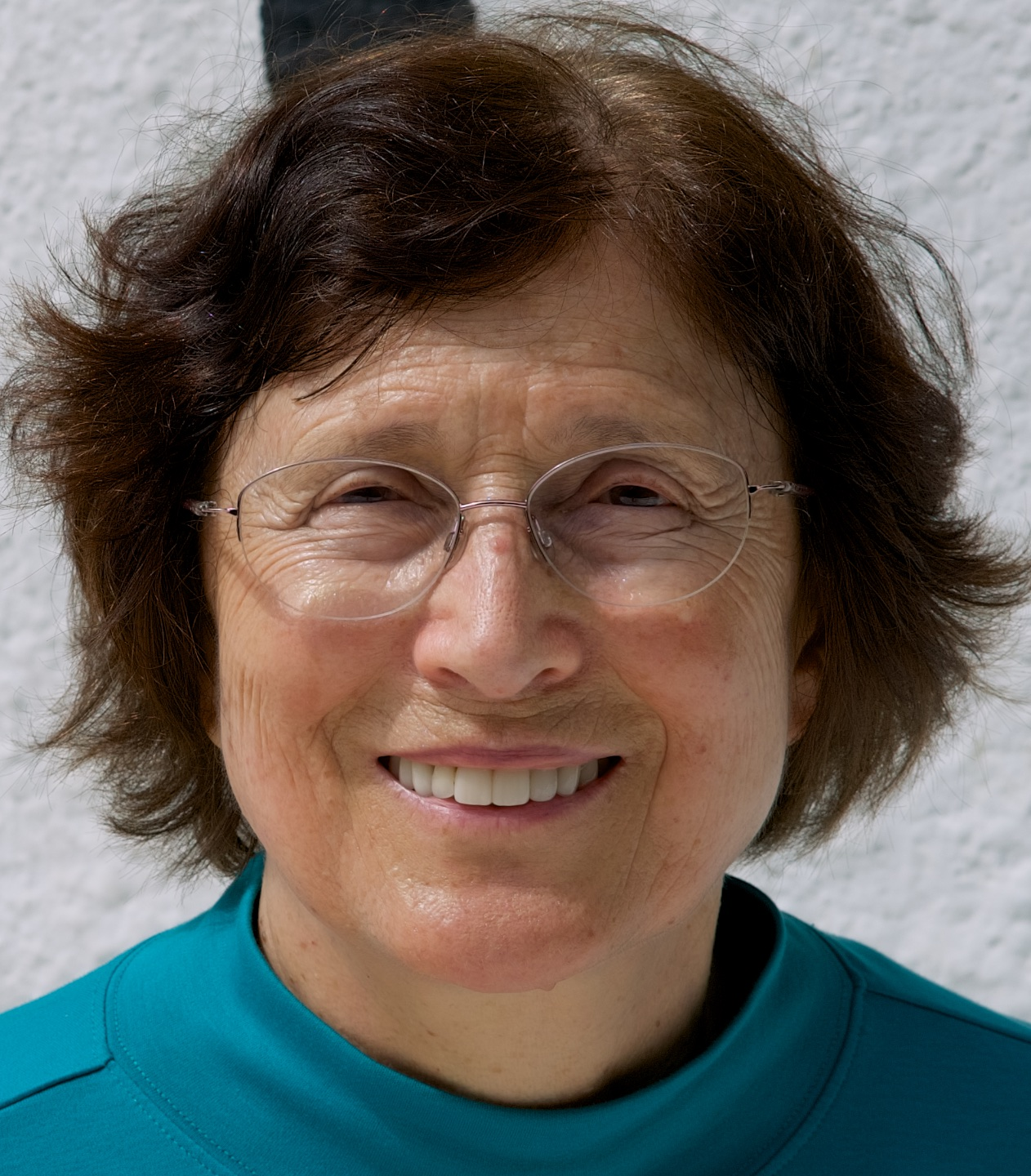
Рената Каллош

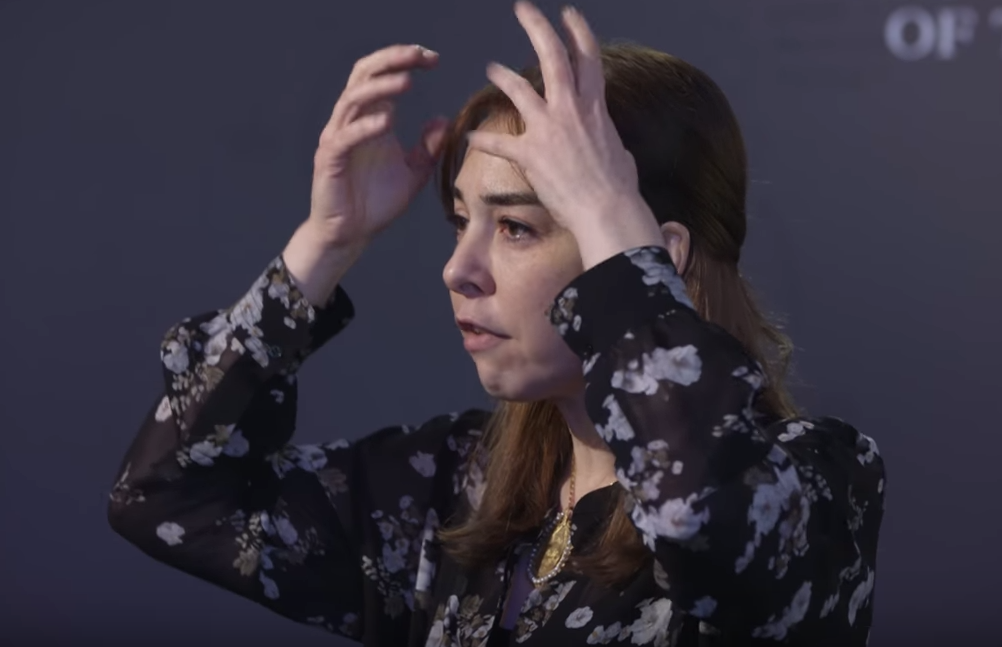
Діна Катабі

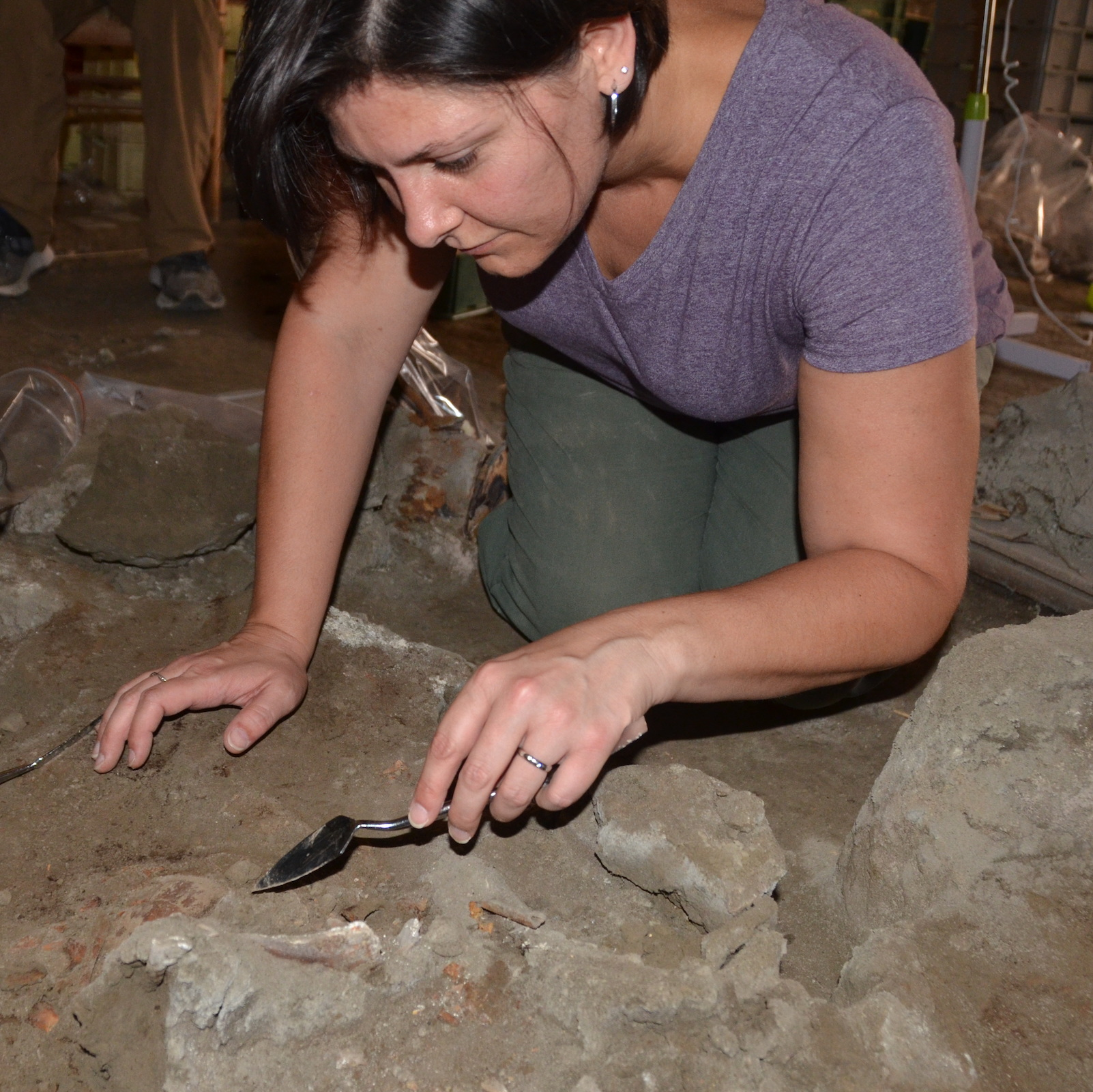
Крістіна Кіллгроув

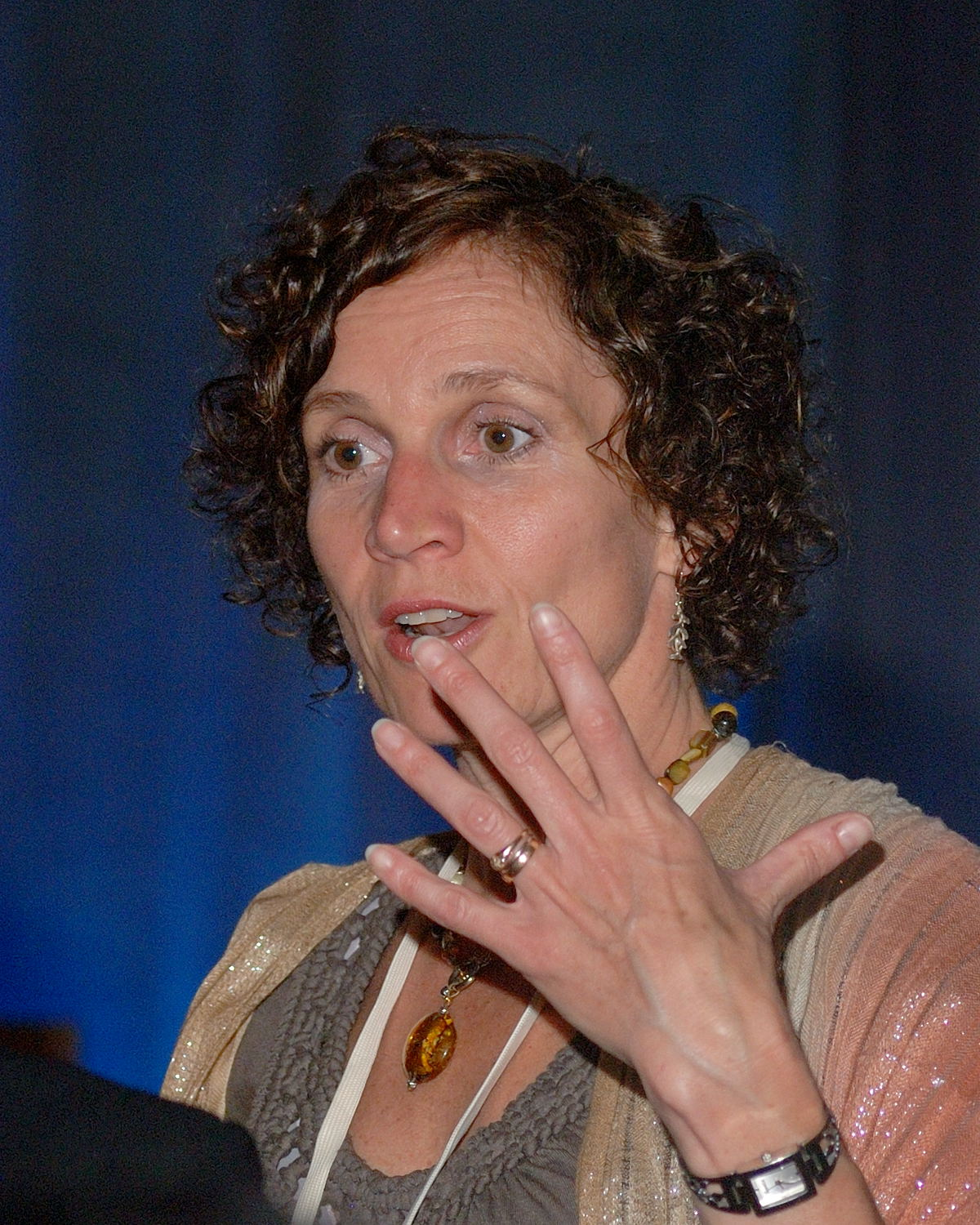
Барбара Лісков

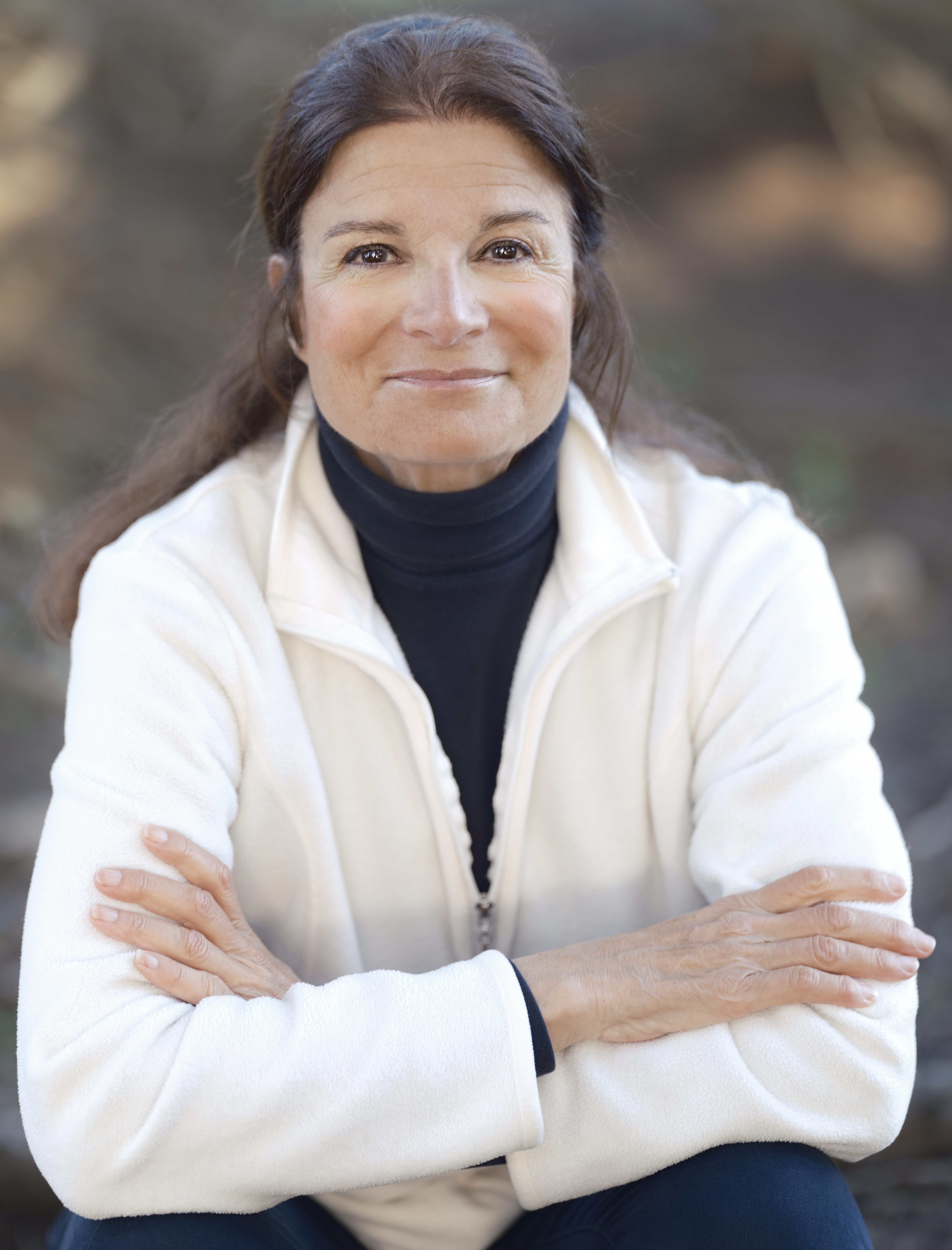
Керолайн Порко

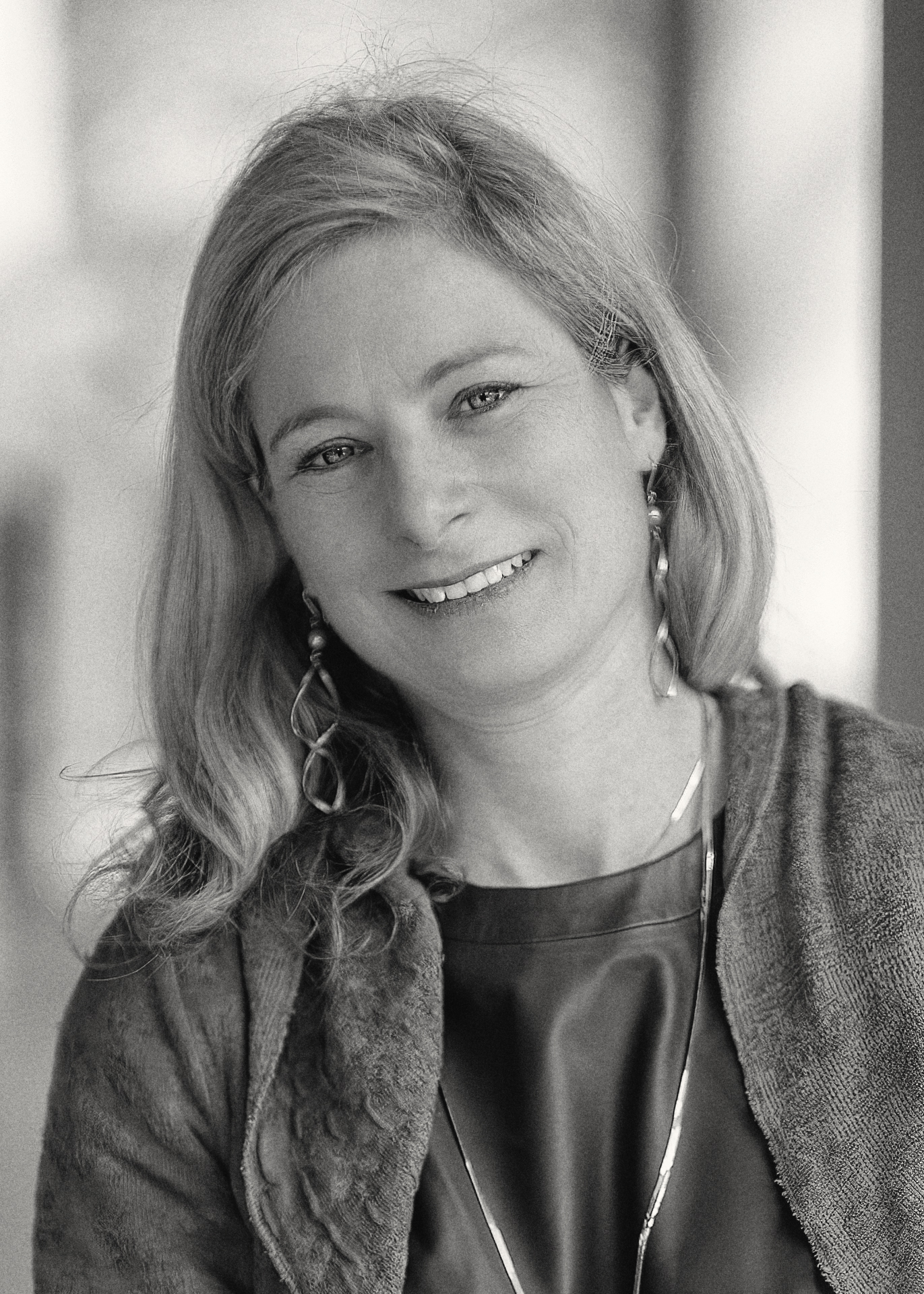
Ліза Рендалл

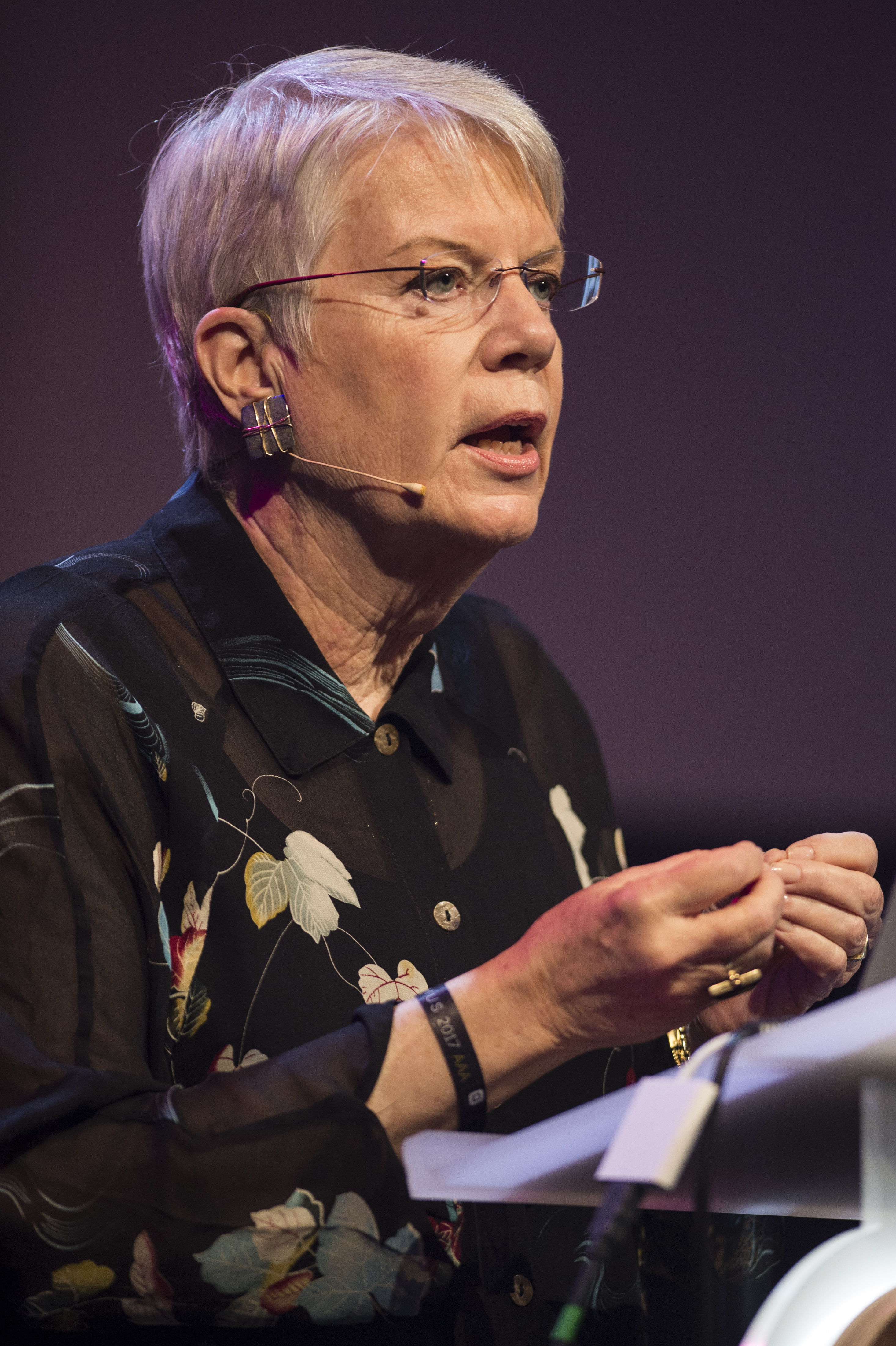
Джілл Тартер

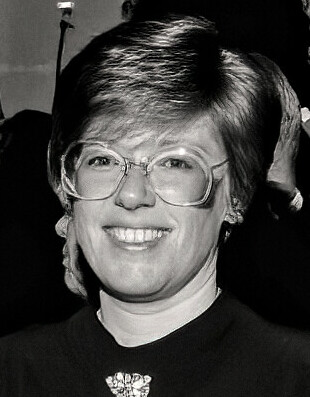
Сандра Фабер

Олена Гомонай

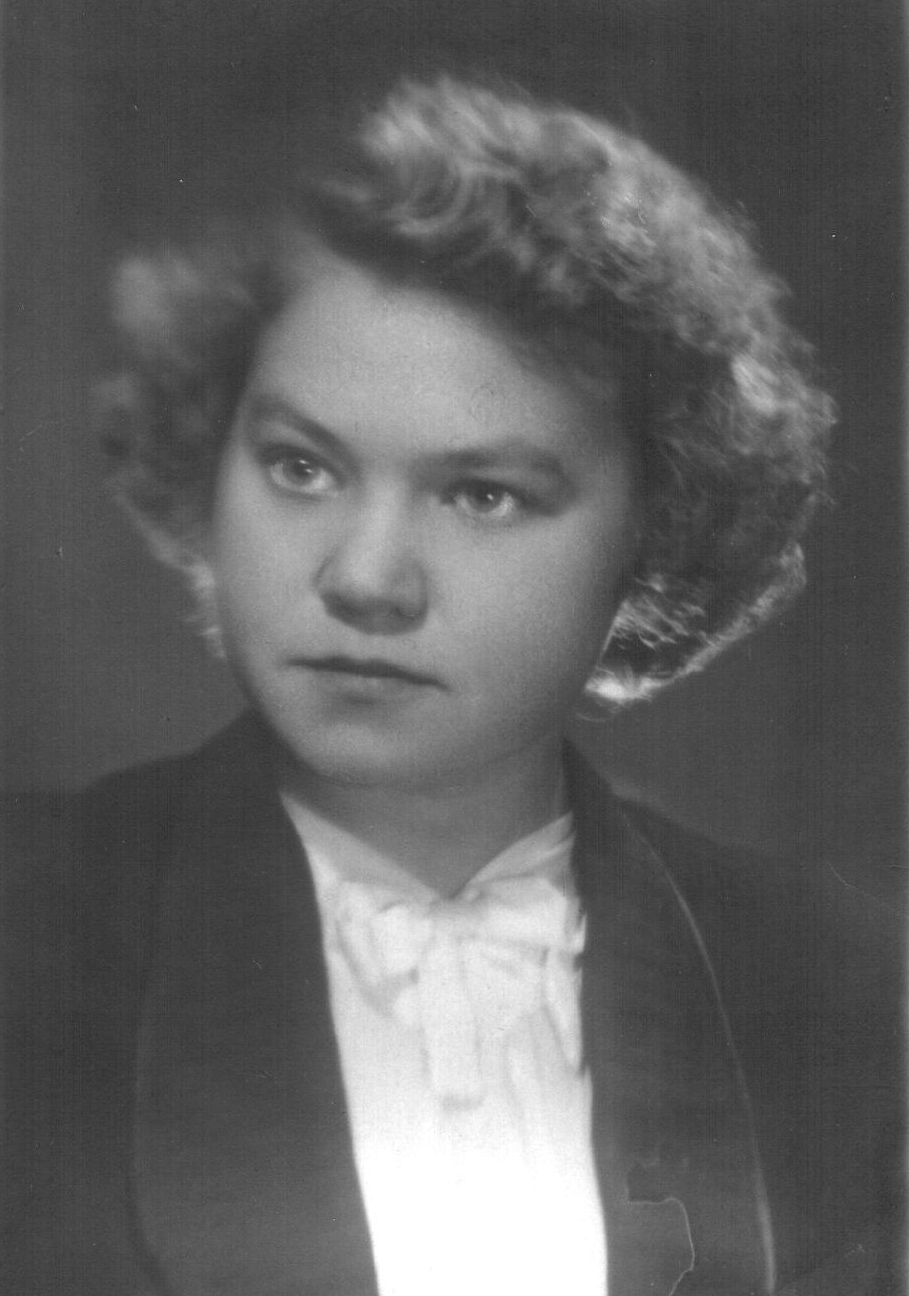
Ірина Адаменко

Це список відомих науковиць, активних у дослідницькій діяльності в ХХІ столітті.

## Австралія
- Анна Астін (закінчила навчання в 1976) — біохімікиня, активно займається розробкою молочних продуктів
- Катрін Белов (нар. 1973) — генетикиня, дослідниця пухлини морди тасманійських дияволів
- Мері Е. Вайт (нар. 1926) — палеоботанікиня
- Рейчел Вебстер (нар. 1951) — астрофізикиня
- Сюзанна Корі (нар. 1942) — молекулярна біологиня
- Наомі МакКлюр-Гріффітс — американсько-австралійська астрофізикиня, виявила нову частику галактики Чумацького Шляху
- Джессіка Мельбурн-Томас (закінчила навчання в 2002) — морська екологиня і дослідниця екосистем
- Сью О'Коннор — археологиня, виявила найстаріші у світі рибні гачки, знайдені в похованні дорослої жінки
- Уна М. Раян (1966) — запатентувала тест ДНК, що ідентифікує найпростішого паразита Cryptosporidium
- Гелен Альма Ньютон Тернер (1908—1995), генетикиня і статистикиня, експертка з генетики овець
- Карден Воллес (fl. 1970) — морська біологиня і директор музею, експертка з коралів
- Жан Фіннеган — науковиця, що досліджує процеси цвітіння і епігенетичну регуляцію в рослинах

## Австрія
- Елізабет Біндер (закінчила навчання у 1995 році) — нейрофізіологиня, спеціалізується на вивченні тривожних неврозів та розладів
- Клер Гмахль (нар. 1967) — фізикиня, розробниця квантово-каскадних лазерів
- Ліза Кальтенеггер — (закінчила навчання у 1999), астрономка
- Крістіне Маннгальтер (нар. 1948) — молекулярна біологиня
- Елізабет Рутткей (1926—2009) — археологиня періоду неоліту та бронзової доби
- Ева Шенбек-Темесі (1930—2011) — ботанікиня, уродженка Угорщини

## Албанія
- Афрідіта Вевечка Прифтай (1948—2017) — фізикиня[1]

## Аргентина
- Соня Альварес Легвізамон (нар. 1954) — соціологиня та міська антропологиня, що вивчає бідність
- Зульма Брандоні де Гаспаріні (нар. 1944) — палеонтологиня та зоологиня
- Констанца Серуті (нар. 1973) — археологиня та антропологиня
- Рейчел Чан (закінчила навчання у 1988) — науковиця, разом з групою дослідників створила найбільш засухостійке насіння в Аргентині
- Перла Фускальдо (нар. 1941) — єгиптологиня

## Барбадос
- Вельма Скантелбері (1955) — перша жінка африканського походження, яка стала хірургом-трансплантологом у США

## Бельгія
- Веронік Ґувернер (1964) — хімікиня, спеціалістка з органічних сполук фтору
- Інгрід Добеші (1954) — фізикиня та математикиня
- Яєль Назе — астрофізикиня, що спеціалізується на масових зірках

## Болівія
- Соня Альконіні (1965) — археологиня періоду формування басейну озера Тітікака
- Катрін Барбоза Маркес (1983) — біологиня, спеціалізується на дослідженнях кажанів
- Ана Марія Флорес Санзетенеа (1952) — інженерка, підприємиця

## Бразилія
- Альба Залуар (нар. 1942) — антропологиня, спеціалізується на міській антропології
- Маріца Коррея (нар. 1945) — антропологиня та соціологиня
- Марія Тереза Хорхе Падуа (нар. 1943) — екологиня
- Лучія Мендонса Превіато (нар. 1949 р) — біологиня
- Дорат Пінто Учо (1947—2014) — археологиня
- Фатіма Феррейра (нар. 1959) — біологиня, лікарка, педагогиня, віцеректорка університету Зальцбурга, що спеціалізується на молекулярній алергології

## Велика Британія
- Деніз П. Барлоу (1950—2017) — генетикиня
- Джилліан Бейтс — ботанікиня, педагогиня, членкиня Королівського товариства (2007)
- Алекс Бейлісс — археологиня
- Сью Блек (1962) — комп'ютерна науковиця
- Джоселін Белл Бернелл (1943) — астрофізикиня, яка відкрила радіопульсари
- А. Катріна Брайс (1956) — шотландська інженерка-електрикиня
- Карен Вузден (1957) — медична дослідниця
- Крістін Вільямс (випускниця 1973 р.) — дієтологиня, викладачка
- Гелена Гамеров — археологиня, спеціалістка з середньовічної археології
- Джейн Гудолл — приматологиня, антропологиня, природозахисниця та благодійниця
- Емілі Гроссман — дослідниця раку
- Джанет Дербішир — епідеміологиня
- Джоанн Джонсон (1977) — геологиня, дослідниця Антарктики
- Джулія Кінг (нар. 1954) — інженерка
- Дженніфер Клек (1947) — палеонтологиня
- Маффі Колдер — британська (шотландська) інформатикиня
- Брайон Коулс (1946) — археологиня
- Гізер Купер (1949–) — астрономка
- Рейчел Маккендрі (1973) — хімікиня
- Лінда Макдауелл (1949) — географка, письменниця
- Джейн Е. Паркер (1960) — ботанікиня, досліджує імунні реакції рослин
- Емма Пармі — хімікиня, одна з лідерів у відкритті і розробці ситагліптіну
- Маргарет Стенлі — вірусологиня
- Міріам Тільдслі (1883—1979) — антропологиня
- Джин Томас (1942) — біохімікиня
- Шахіна Фарід — археологиня, найбільш відома розкопками періоду неоліту в Туреччині
- Менді Чесселл (1965) — комп'ютерна науковиця

## Венесуела
- Майлі Санчес (1975) — астрофізикиня, вивчає нейтрони, отримала премію US PECASE в 2011 році

## В'єтнам
- Phạm Thị Trân Châu (1938) — біохімікиня
- Хоанг Тхі Тхан (1944) — геологиня і археологиня

## Вірменія
- Вандіка Ервандівна Аветисян (нар. 1928) — ботанікиня і мікологиня; зробила найбільший внесок у вивчення флори Вірменії

## Гваделупа
- Дейні Бебель-Гіслер (1935—2003) — соціолінгвістка та етнографка

## Данія
- Аня Кетті Андерсен (1965) — астрономка, астрофізикиня
- Сігне Норманд (1979) — біологиня та екологиня
- Лене Гау (1959) — фізикиня

## Домініканська республіка
- Іделіса Боннеллі (1931) — морська біологиня, створила перший притулок в Північній Атлантиці для горбатих китів

## Замбія
- Нсофва Петронелла Сампа — радниця з психології та ВІЛ-активістка

## Зімбабве
- Іда Сітоле-Ніанг (нар. 1957) — біохімікиня (вивчення вірусів і хвороб)

## Ізраїль
- Шафі Голдвассер (нар. 1958) — ізраїльська та американська теоретична інформатикиня та криптографка
- Ідіт Зегаві (1969) — астрофізикиня
- Ада Йонат (1939) — кристалографка, лауреатка Нобелівської премії з хімії за 2009 рік спільно з Венкатраману Рамакрішнаном і Томасом Стейц з формулюванням «за дослідження структури і функцій рибосоми»[2]
- Оснат Пенн — біологиня
- Єва Яблонка (нар. 1952) — теоретична біологиня, генетикиня, дослідниця еволюційної біології. Відома роботами з епігенетичної спадковості

## Індія
- Сіма Бхатнагар (1971) — біологиня, працює над протираковими препаратами
- Сета Коултан-Каммула (нар. 1950) — хімікиня і дизайнерка пластмаси
- Шобхана Нарасімхан (випускниця 1983 р.) — фізикиня, професор теоретичних наук у Бангалорі
- Пріямвада Натараян (випускниця 1993 р.) — професор астрономії та фізики в Єльському університеті. Відома роботою над картографуванням темної матерії та темної енергії, а також дослідженнями гравітаційних лінз та надмасивних чорних дір
- Манджу Рей (випускниця 1969 р.) — біохімікиня, розробляє протипухлинні препарати
- Парамхіт Хурана (1956) — біологиня, спеціалізується на біотехнології рослин
- Джоянті Чутія (нар. 1948) — фізикиня

## Іран
- Ануше Ансарі (нар. 1966) — ірансько-американська інженерка, співзасновниця й голова Prodea Systems
- Міна Дж. Бісселл — ірансько-американська біологиня, відома дослідженнями раку молочної залози
- Саба Валадхан (нар. 1974) — ірансько-американська біологиня, дослідниця РНК
- Мар'ям Мірзахані (1977—2017) — ірансько-американська математикиня, професор математики в Стенфордському університеті
- Роксана Мослехі — генетична епідеміологиня, досліджує рак
- Пардіс Сабеті — ірансько-американська біологиня, дослідниця з медичної та еволюційної генетики
- Рейхане Сафаві-Наїні — дослідниця з комп'ютерних наук та інформаційної безпеки, керівниця з інформаційної безпеки в Університеті Калгарі, Канада
- Аленуш Теріан (1920—2011) — ірансько-вірменська астрономка і фізикиня

## Ірак
- Ліхад аль-Газалі (1973) — генетикиня, створила реєстр вроджених вад в Об'єднаних Арабських Еміратах

## Ірландія
- Маргарет Марнейн — фізикиня, відома роботами з лазерної фізики

## Іспанія
- Марія Хосе Гарсія Борге (1956) — дослідниця з ядерної фізики
- Кармен Вела (1955) — мікробіологиня, міністерка, письменниця
- Карме Торрас (1956) — комп'ютерна науковиця, що спеціалізується на робототехніці
- Мерседес Фернандез-Мартонелл — антропологиня

## Італія
- Марія Аббраччо (1956) — італійська фармакологиня, яка працює з пуринергічними рецепторами і ідентифікує GPR17
- Дарія Гідітті — астрофізикиня з INAF
- Кіара Наппі (випускниця 1976 р.) — італійська фізикиня, працює в США
- Еліза Орічіо (1979) — дослідниця раку, виявила, що білок EphA7 активує ген пухлинного супресора у пацієнтів з фолікулярною лімфомою

## Канада
- Карен Бейлі — ботанікиня, дослідниця патології рослинн
- Карен Бохемін — дослідниця харчування жуйних тварин
- Роберта Бондар (1945) — лікарка-неврологиня, астронавтка, перша канадська жінка-астронавтка і перша лікарка-невролог, яка побувала в космосі
- Кірстен Бос — науковиця з фізичної антропології та молекулярної палеопатології
- Сандра Вітлсон — нейрофізіологиня
- Бірґітта Ліндерот Воллес (born 1944) — шведсько-канадська археологиня
- Роберта Гілхріст (1965) — археологиня, досліджує середньовічну Британію
- Джульєт Даніель — досліджує ракову біологію
- Мартіна Дора — дослідниця рослинної фізіології та органічного садівництва
- Джулія Леві (1934) — мікробіологиня, імунологиня, підприємиця
- Мері Макартур — ботанікиня, цитологиня
- Дебора Мартін-Даунс — біологиня, дослідниця водойм, екологиня
- Діана Массам — мовознавиця
- Елізабет Патті — дослідниця сільськогосподарської метеорології
- Ізабелла Престон — дослідниця з рослинництва
- Гізер Прінгл — письменниця, археологиня
- Кетлін І. Прітчард (1956) — онкологиня, дослідниця раку молочної залози, відзначена як одна з найбільш цитованих вчених
- Лайн Рошфор — екологиня
- Франсін Сайлант (1953) — антропологиня, письменниця
- Фелічітас Свейда (нар. 1920) — дослідниця з рослинництва
- Лаура Феррарезе — дослідниця в космічній науці в Національній дослідницькій раді Канади
- Карен Шварцкопф-Генсвайн — дослідниця тваринної етології
- Сандра Шмід (1958) — клітинна біологиня
- Моллі Шойчет — професор з хімії та біомедичної інженерії
- Рейчел Циммерман — винахідниця, дослідниця, астронавтка

## Китай
- Дзен Ронг— біохімікиня, спеціалізується на білках
- Цзянь Сюй — технічна директор IBM, програмна інженерка
- Цянь Чженгінь (1923) — гідрологиня і політична діячка
- Маргарет Чен (1947) — спеціалістка зі здоров'я, генеральна директор Всесвітньої організації охорони здоров'я
- Лю Чжи (1965) — експертка з гігантських панд, займається природоохороною діяльністю
- Чжао Юфен (1948) — інженерка-хімікиня

## Колумбія
- Анна Марія Гроот (1952) — археологиня
- Діана Марсела Боланьос Родрігес (1981) — морська біологиня, вивчає плоскі черви і регенерацію стовбурових клітин

## Куба
- Гермінія Ібарра — економістка

## Латвія
- Емілія Гудрініце (1920—2004) — хімікиня, академік

## Люксембург
- Крістіан Лінстер (1962) — поведінкова неврологиня

## Марокко
- Раджа ель Мурслі (1954) — вчена з ядерної фізики, відома внеском у доказ існування Бозона Хіггса

## Нігерія
- Тайво Олаємі Елуфіоє — фармакологиня
- Юхарія Олучі Нвайчі — біохімікиня довкілля, екологиня, нагорода Oréal-Unesco в 2013 році
- Омоунмі Садік (1964) — хімікиня, винахідниця
- Грейс Оладунні Тейлор — хімікиня, друга жінка в Нігерійській академії наук

## Нідерланди
- Корін Гофман (1959) — археологиня

## Німеччина
- Андреа Аблассер (1983) — імунологиня, працює в Швейцарії
- Катрін Амунц (1962) — нейрофізіологиня, займається картографуванням мозку
- Ульріке Бейзігель (1952) — біохімікиня, дослідниця печінкових жирів і перша жінка-президент університету Геттінгена
- Ганна фон Гернер (1942—2014) — астрофізикиня
- Зибілл Гюнтер (1964) — теоретична фізикиня, вивчає плазму токамак
- Єва-Марія Нер (1950) — біохімікиня, мікробіологиня
- Ніна Папавасіліу — імунологиня
- Елізабет Пійрайнен (1943) — філологиня
- Бріґітте Фойт (1963) — хімікиня
- Ільме Шліхтінг (1960) — біофізикиня

## Нова Зеландія
- Маргарет Брімбл (1961) — хімікиня, досліджує отруйні молюски
- Джилліан Вратт (1954) — ботанікиня і дослідниця Антарктики

## Норвегія
- Тіне Єнсен (1957) — психологиня, що спеціалізується на психологічних травмах

## Перу
- Вірджинія Варгас (1945) — соціологиня, письменниця

## Південна Африка
- Валері Мізрахі (1958) — молекулярна біологиня
- Елізабет Врба (1942) — палеонтологиня
- Тебелло Ньоконг (1951) — хімікиня, дослідниця раку
- Дженніфер Томсон (1947) — мікробіологиня

## Південна Корея
- Джу-Лі Кім (випускниця 1991 р.) — математикиня, викладачка, останнім часом працює у США
- Мійон-Хі Ю (1954) — мікробіологиня

## Португалія
- Моніка Беттенкорт-Діаз (1974) — біохімікиня та мікробіологиня

## Росія
- Євгенія Кумачова — хімікиня, з 1995 року займається викладацькою діяльністю в Канаді

## Саудівська Аравія
- Сухад Бахайрі (випускниця 1975 р.) — хімікиня
- Саміра Іслам — фармакологиня

## Сербія
- Наташа Павлович (випускниця 1996 р.) — математикиня

## Сінгапур
- Глорія Лім (1930) — мікологиня, перша жінка-декан університету Сінгапуру
- Ліза Нг — вірусологиня

## США
- Афіна Актіпіс (1981) — професор еволюційної біології та психології
- Еліс Олдрідж (нар. 1949) — океанографка і дослідниця морського снігу, виявила прозорі екзополімерні частинки (ТЕП) і демерсальний зоопланктон
- Зенан Бао (нар. 1970) — американська інженерка
- Лера Бородицька (нар. 1976) — білорусько-американська когнітивна науковиця
- Стефані Бернс (нар. 1955) — хімікиня
- Марвалі Гендрікс Вейк (1939) — зоологиня
- Лідія Вілла-Комаров (1947) — молекулярна біологиня
- Елізабет Врба (1942) — палеонтологиня
- Нора Волков (1956) — мексикансько-американська психіатриня
- Елізабет М. Ворд — епідеміологиня, керівнця відділу досліджень епідеміології та спостереження Американського ракового товариства
- Крістіна Воріннер — антропологиня, дослідження про древні мікробіоми
- Петра Вільдер-Сміт (1958) — стоматологиня та дослідниця раку
- Філліс Вайс (випускниця 1967 р.) — біологиня
- Кетрін Г. Вольф (1947) — психологиня, що спеціалізується на взаємодії людини з комп'ютером
- Сільвія Ерл (нар. 1935) — морська біологиня, дослідниця, авторка і викладачка
- Дебра Елмегрін (нар. 1952) — астрономка
- Дебора Естрін (нар. 1959), вчена з комп'ютерних наук
- Памела Гей (нар. 1973), астрономка
- Кендес С. Грін (випускниця 1976 р.) — антропологиня, Національний музей природознавства
- Джейн Грімвуд — мікробіологиня, з 2000 року працювала над проєктом геному людини в Стенфорді
- Марта П. Гейнс (1951) — астрономка, спеціалізується на радіоастрономії
- Гейл Генсон (1947) — фізикиня-експериментаторка
- Габріель Геґерл (1962) — кліматологиня, досліджує природну мінливість і зміни клімату
- Патриція Герш (випускниця 1995 р.) — математикиня, досліджує алгебраїчні та топологічні комбінаторики
- Валері Горслі — біологиня
- Барбара Ґрош (1948) — вчена з комп'ютерних технологій
- Ширлі Енн Джексон (1946) — ядерна фізикиня
- Еліс К. Джейкобс — лікарка-кардіологиня, президент Американської асоціації серця (2004)
- Карен С. Джонсон (1955) — лікарка, фахівчиня з клінічних випробувань, одна з найбільш цитованих вчених Рейтера
- Розмарі Джойс (1956) — археологиня
- Ненсі Діччіані (нар.1947) — інженерка
- Марія Зубер (1958) — астрономка, дослідниця планет
- Рената Келлош (1943) — теоретична фізикиня
- Діна Катабі (1971) — професор електротехніки і інформатики
- Гелен Квінн (1943) — фізикиня родом з Австралії
- Енн Кісслінг (1942) — репродуктивна біологиня
- Крістіна Кіллгроув (нар. 1977 р.) — археологиня
- Марія Ковач — психологиня
- Брина Кра (1966-) — математикиня
- Джой Крісп (випускниця 1979) — дослідниця планет
- Синтія Ларіве — біохімікиня
- Лі Л'ю (нар. 1953) — китайсько-американська археологиня
- Вірджинія Лінкольн (1915—2003) — фізикиня
- Барбара Лісков (1939–) — американська інформатикиня
- Сільвія Масіа — морська біологиня
- Каролін М. Мазуре (1949) — медична дослідниця
- Салі Макбреарті — палеоантропологиня і археологиня
- Люсі-Енн Макфадден (1952) — астрономка
- Джилл Мікуккі (випускниця 1996 р.) — мікробіологиня, дослідниця Антарктики
- Маріанна В. Мур (випускниця 1975 р.) — екологиня
- Йоланда Т. Мозес (1946) — антроп ологиня
- Елісон Мюррей (випускниця 1989 р.) — біохімікиня, дослідниця Антарктики
- Анна Нагерні — українсько-американська математикиня, що спеціалізується на алгоритмах
- Енн Нельсон (1958) — фізикиня елементарних частинок
- Енн Б. Ньюман (1955) — експертка із геріатрії та геронтології
- Ліна Нільссон — біомедична інженерка
- Карен Оберхаузер — біологиня, досліджує метеликів, займається природоохоронною діяльністю
- Ґейл де Планк (1944—2010) — ядерна фізикиня, що спеціалізується на радіації довкілля
- Єва Дж. Пелл (1948) — біологиня, ботанікиня
- Керолайн Порко (1953) — дослідниця з планет
- Ліза Рендалл (1962) — фізикиня
- Уна Раян (1941) — малайзійська вчена американського походження, дослідниця серцевих захворювань, винахідниця біотехнологічної вакцини та діагностики
- Омоунмі Садік — хімікиня родом з Нігерії, дослідниця біоаналітичної хімії, винахідниця
- Лінда Саїф (випускниця 1969 р.) — мікробіологиня, дослідниця вірусології та імунології
- Сандра Сауаф — імунологиня, досліджує аутоімунні захворювання
- Крістін Сіддоуей (1961) — дослідниця з антарктичної геології
- Керолайн М. Соломон — океанографка, переможиця премії Рамона Маргалефа 2017 року за відмінну освіту
- Лінда Спілкер (1955) — дослідниця планет
- Шерон Стокер — відкривачка гробниці Griffin Warrior Tomb
- Джілл Тертер (1944) — астрономка
- Елізабет С. Тейл (випускниця 1962 р.) — дослідниця залізодефіцитної анемії
- Кей Тай (1981) — нейрофізіологиня
- Сандра Фабер (1944–) — астрономка і астрофізикиня
- Вікі Чендлер (1950-) — американська біологиня
- Джулі Штайн — археологиня
- Газель Шмоль (1890—1990) — ботанікиня
- Какані Катя Янг (1983) — біоінженерка
- Хуа Елеанор Ю — дослідниця раку

## Тайвань
- Чун-Пей Ма (1966) — астрофізикиня, останнім часом працює у Сполучених Штатах

## Туреччина
- Айше Ерзан (1949) — фізикиня-теоретикиня

## Україна
- Світлана Майборода (1981) — математикиня, досліджує гармонійного аналізу та диференціальних рівнянь, в тому числі крайових задач для еліптичних рівнянь
- Борок Валентина Михайлівна (1931—2004) — математикиня в галузі диференціальних рівнянь
- Адаменко Ірина Іванівна (1935—2010) — фізикиня
- Безвершенко Юлія Василівна — теоретична фізикиня
- Берча Дарія Михайлівна (1937) — фізикиня
- Гермаш Людмила Павлівна (1947—2014) — фізикиня
- Гомонай Ганна Миколаївна — фізикиня
- Гомонай Олена Василівна (1963) — фізикиня
- Епік Елеонора Яківна (1934) — теплофізикиня
- Каганович Елла Борисівна (1938) — фізикиня
- Кочерга Ольга Дмитрівна (1949) — фізикиня

## Франція
- Аврор Аваргес-Вебер (1983) — вчена з пізнавальної нейрофізіології
- Мірелль Бускет-Мелоу (нар. 1967) — математикиня
- Франсуаза Гассе (1942—2014) — палеобіологиня, спеціалізувалась на озерних відкладеннях
- Анна Дежан-Ассемат (нар. 1957) — біологиня, досліджує рак печінки
- Домінік Ланжевен (нар. 1947) — фізична хімікиня
- Лоренс Ланфумей (нар. 1945) — неврологиня
- Клодін Ріннер (нар. 1965) — астрономка-аматорка
- Кетрін Фейле (нар. 1965) — молекулярна біологиня

## Хорватія
- Снєжана Кордіч — лінгвістка
- Ніна Маркович — фізикиня

## Чехія
- Єва Сикова (1944) — нейрофізіологиня, вивчає травми спинного мозку

## Чилі
- Лігія Гаргалло — хімікиня
- Вероніка Вальєйос — морська біологиня і дослідниця Антарктики
- Ана Васкес-Бронфман (1931—2009) — чилійсько-французька соціологиня

## Швейцарія
- Аніта Студер — орнітологиня, дослідниця довкілля, екоактивістка